# 88. pehotna divizija (ZDA)
88. pehotna divizija (izvirno angleško 88th Infantry Division) je bila pehotna divizija Kopenske vojske ZDA.

## Zgodovina
Divizija je bila prvotno ustanovljena iz prebivalcev Severne in Južne Dakote, Minnesote, Iowe in Illinoisa.
Po koncu druge svetovne vojne je divizija zagotovila ameriško garnizijo za Svobodno tržaško ozemlje in sicer z ustanovitvijo Trieste United States Troops.